# Manoleasa, Botoșani
Manoleasa este satul de reședință al comunei cu același nume din județul Botoșani, Moldova, România.

## Monument istoric
- Fortificație (secolul II/V p.H., Epoca migrațiilor), monument de arheologie, situat la „Valul Troian”, la S și E de sat și de la Prut spre V; Cod RAN: BT-I-s-B-01802

 Acest articol despre o localitate din județul Botoșani este deocamdată un ciot. Puteți ajuta Wikipedia prin completarea lui.